# Palais Pfetten

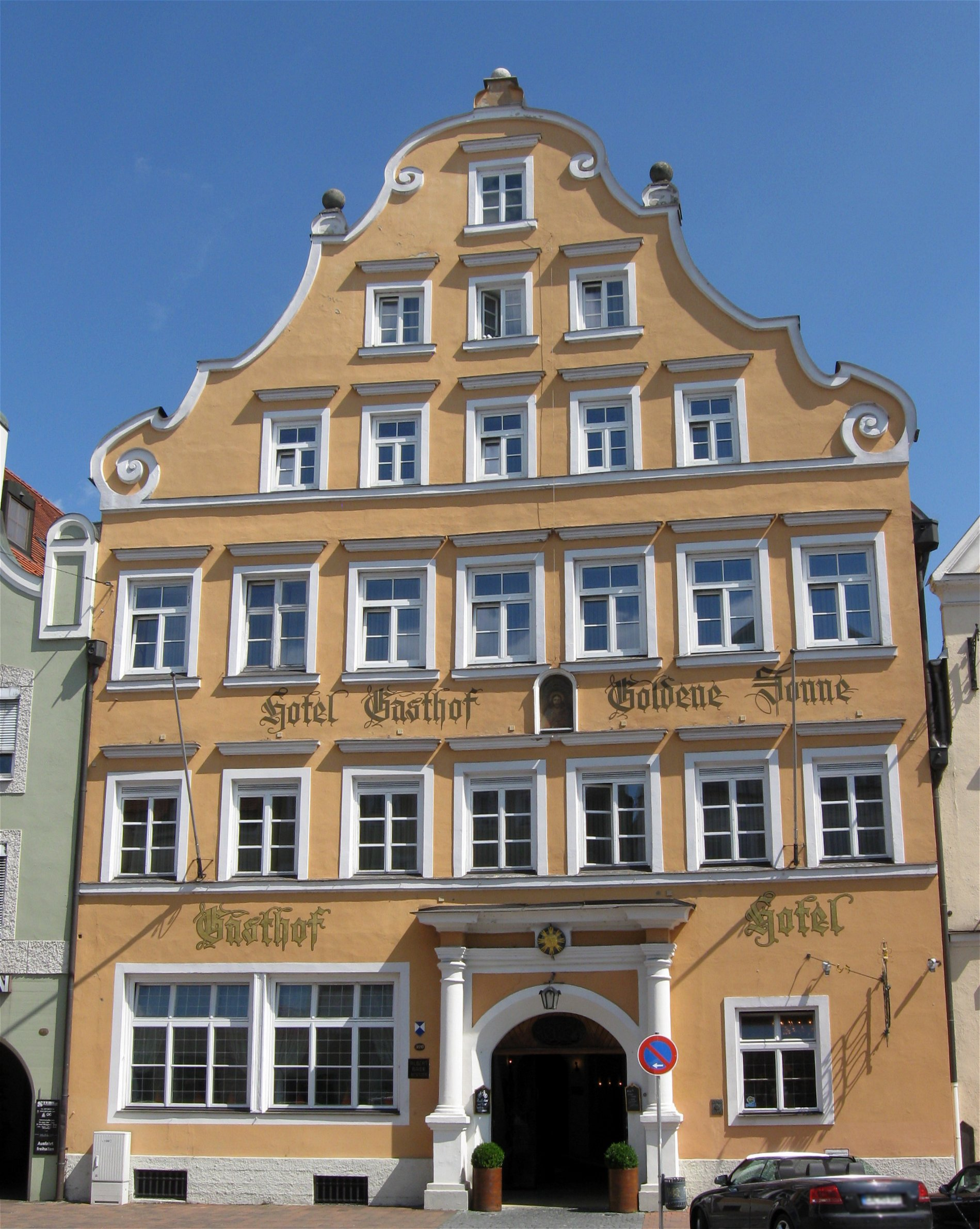
Palais Pfetten / Hotel Goldene Sonne

Das Palais Pfetten, heute das Hotel Goldene Sonne, ist ein um das Jahr 1400 erstmals errichtetes Gebäude, das Teil der historischen Altstadt von Landshut ist. Es ist unter der Aktennummer D-2-61-000-410 als Baudenkmal von Landshut verzeichnet.

## Geschichte
Errichten ließ es Johann Ignaz Freiherr von Pfetten. Nachdem der Bau um 1400 errichtet wurde, sollen während der Landshuter Hochzeit von 1475 bereits Gäste beherbergt worden sein. Der heutige Bau stammt im Kern aus der Zeit um 1700. 
1802 wurde das Palais von Johann Ignaz Freiherr von Pfetten an den Ratsherrn Xaver Fahrmbacher verkauft, der dort den Gasthof „Zur Goldenen Sonne“ mit Übernachtungsmöglichkeit einrichtete. 
Seit 1920 ist das Hotel im Besitz der Familie Baier. Zu den Hotelgästen seit 1802 gehören unter anderem Max I. von Bayern, Angela Merkel, Gerhard Schröder und Karl Marx.

## Beschreibung
Das dreigeschossige Giebelhaus hat sieben Fensterachsen und einen geschweiften Knickgiebel mit angesetzten Voluten. Im Kern ist der Bau noch aus der Zeit um 1700, wurde jedoch in den Jahren 1876 bis 1881 baulich verändert.